# Нейроестетика
Нейроестетика — це міждисциплінарна галузь науки, що знаходиться на перетині психофізіології та естетики, яка досліджує виникнення в мозку відчуття прекрасного при сприйнятті творів мистецтва.
Естетичні переживання виникають тоді, коли людина отримує естетичний досвід, після оцінки об'єктів та виконання певних дій після сприйняття цих об'єктів, та процесів, які відбуваються під час виробництва та інтерпретації цих емоцій.

## Парадигма нейроестетики
Парадигма нейроестетики полягає у дослідженні процесів естетичного досвіду людини, через вивчення мозку людини, та зокрема сенсорного сприйняття. Дослідники вважають нейроестетику одним з прикладів адаптивної гедоніки. 
Тривають дискусії про те, чи відрізняються естетичні емоції від адаптивних емоцій (страх, огида, та інші). Нейроестетика актуальна для розуміння гедоніки, в тих випадках, коли розглядається феномен пошуку задоволення в смутку чи трагедії в мистецтві. 
Естетична тріада — це модель, яка пояснює як людський мозок відчуває красу та мистецтво. 

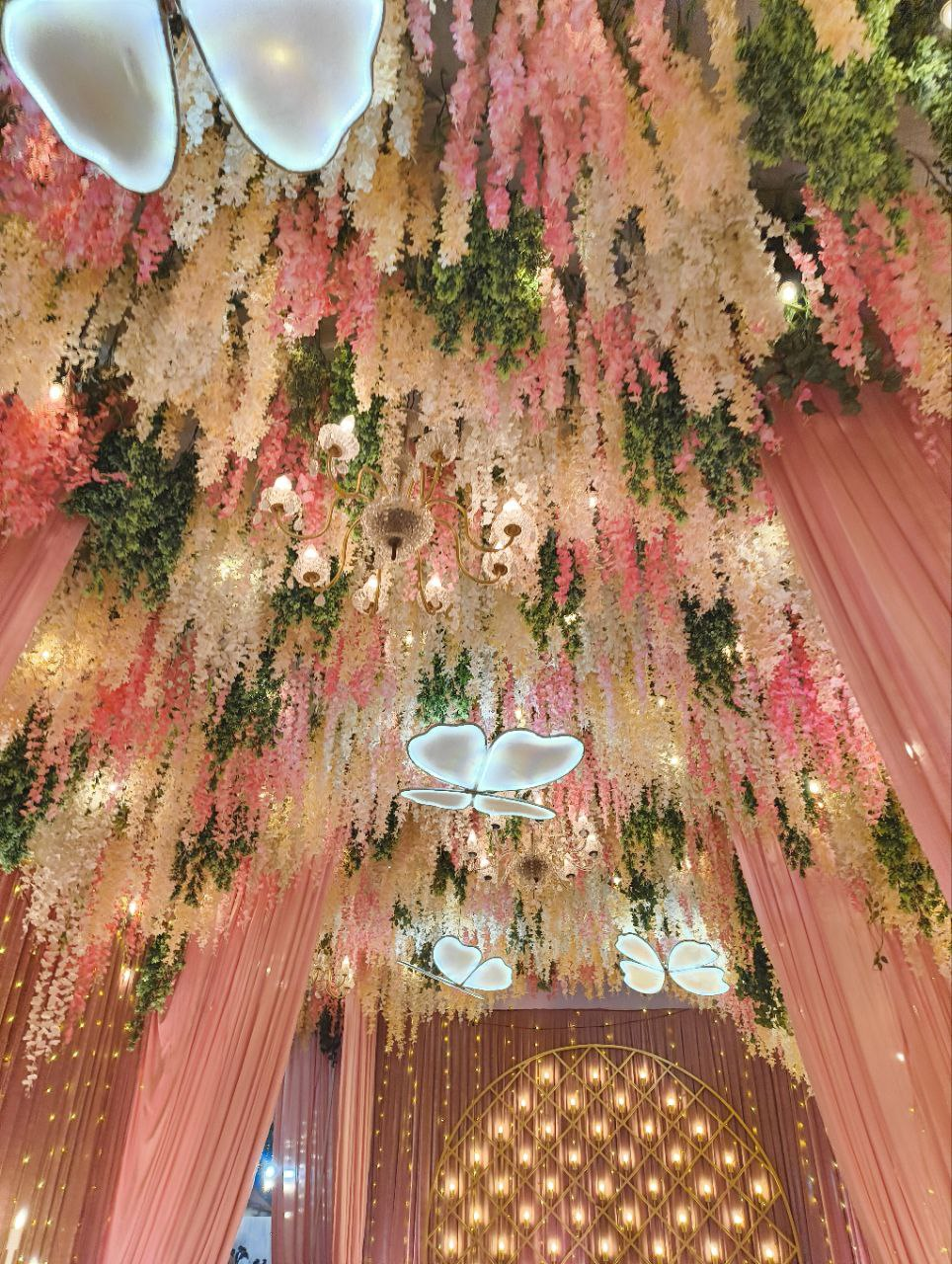
Індійське народне мистецтво

З нейробіологічної точки зору, теоретичні моделі естетичного залучення — це частини естетичної тріади, розуміння естетичного досвіду як залучення сенсомоторних, емоційно-оцінювальних і смислово-пізнавальних ланцюгів у мозку: 
- Сенсорно-моторна система — це автоматичні реакції на те, що ми бачимо. Різні види мистецтва активують різні зони мозку.
- Система оцінки емоцій — зона мозку, яка відповідає, за емоційну реакцію на красу, що запускає систему винагород мозку, змушуючи людину відчувати задоволення, не замислюючись про це.
- Система значень значень — передбачає інтерпретацію того, що ми бачимо. Мозок використовує контекст та знання для розуміння задуму митця.[3]

## Форми нейроестетики
Нейроестетика може мати описову та експериментальну форму. Описова нейроестетика базується на спостереженнях, які пов’язують факти мозку з естетичним досвідом.
Експериментальна нейроестетика створює дані, які мають кількісні показники та перевірені статистично. 
Описова нейроестетика відноситься до практики відображення властивостей мозку в естетичному досвіді. Наприклад, якщо колір важливий для досвіду фовістського мистецтва , то цілком ймовірно, що під час перегляду такого мистецтва будуть задіяні ділянки мозку, які обробляють колір . Твердження описової нейроестетики вважаються такими, що породжують гіпотези, і зазвичай мають якісний характер. Експериментальна нейроестетика, як і будь-яка експериментальна наука, створює дані, які є кількісними та перевіреними статистично. Експериментальна нейроестетика перевіряє гіпотези, прогнозує результати та запрошує повторення або фальсифікацію. Типовими експериментальними методами, які використовуються, є методи когнітивної нейронауки і нейропсихологія. Критики нейроестетики зазвичай націлені на описову, а не на експериментальну нейроестетику.  
Гуманісти-критики частіше орієнтуються на описову нейроестетику.

## Теорія
Перші міркування про природу краси ми отримали від Арістотеля. Погляди на красу змінювалися впродовж історії людства. 
Естетичні теорії українських дослідників представлені в роботах А. Федь, Л. Левчук, В. Личковах.
У 1994 році Семір Зекі сформував концепції нейроестетики через дослідження нейронауки творчості та запропонував два закони сприйняття візуальної інформації в мозку: закон абстракції і закон сталості.

#### Постійність
Незважаючи на зміни, які відбуваються при обробці візуальних стимулів (відстань, кут огляду, освітленість тощо), мозок має унікальну здатність зберігати знання про постійні та істотні властивості об’єкта та відкидати несуттєві динамічні властивості. Це стосується не тільки здатності, наприклад, завжди бачити банан жовтого кольору, але й розпізнавання облич під різними кутами.
Для порівняння твір мистецтва відображає суть предмета. Саме створення мистецтва може бути змодельовано на основі цієї примітивної нейронної функції. Процес малювання, наприклад, включає дистиляцію об’єкта, щоб представити його таким, яким він не є насправді, який відрізняється від того, як його бачать очі. Зекі також намагався представити платонівський ідеал і гегелівську концепцію через твердження: форми не можуть існувати без мозку та здатності зберігати пам’ять, посилаючись на те, як такі художники, як Клод Моне, могли малювати, не знаючи, що це за об’єкти, щоб зафіксувати їхню справжню форму.

#### Абстракція
Цей процес відноситься до ієрархічної координації, де загальне представлення може бути застосоване до багатьох деталей, що дозволяє мозку ефективно обробляти візуальні стимули. Можливо, здатність до абстрагування виникла як необхідність, через обмеження пам’яті. У певному сенсі мистецтво екстерналізує функції абстракції в мозку. Процес абстракції невідомий когнітивній нейробіології. Проте Зекі пропонує цікаве питання про те, чи існує значна різниця в патерні мозкової діяльності під час перегляду абстрактного мистецтва на відміну від образотворчого мистецтва.
Зі слів Зекі, «загальна функція мистецтва — це розширення функції мозку: пошук знань у світі, що постійно змінюється». 
Теорію художнього досвіду людини розробив Вілейанур Рамачандран. У 1999 році він, як співавтор, опублікував статтю «Наука про мистецтво: неврологічна теорія естетичного досвіду». Ця стаття позначила становлення нейроестетики як науки.
Універсальні принципи естетичного сприйняття Вілейанур Рамачандрана були виведені у статті «Мозок розповідає» на прикладі візуальних мистецтв.

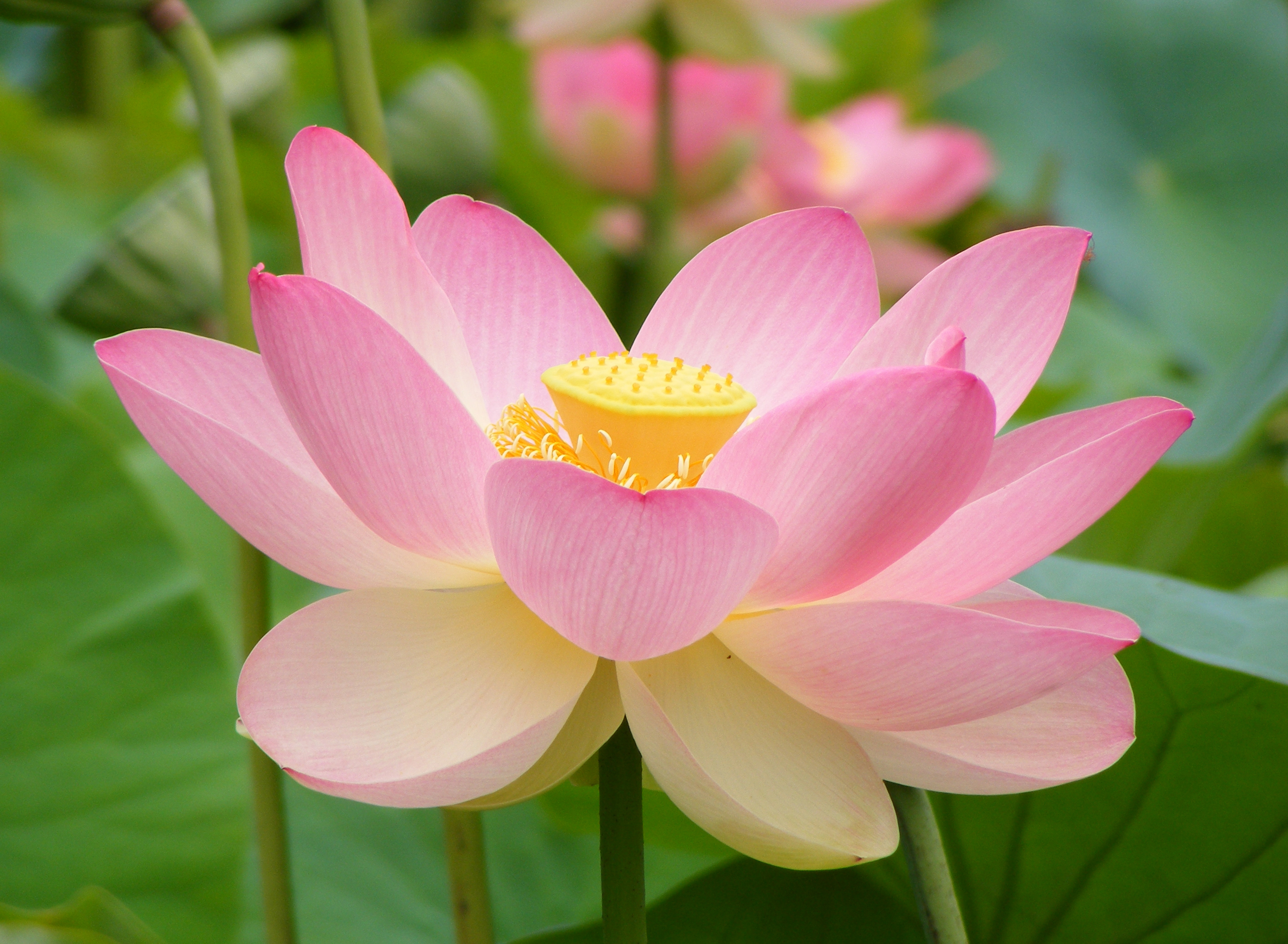
Nelumno nucifera розкрита квітка - ботанічний сад Аделаїди, Австралія.

Індійські представлення жіночого тіла в живописних та архітектурних творах мистецтва, наприклад, часто відображають увагу до первісних елементів, які нагадують про ідею продовження роду, з акцентацією уваги на яскраво виражені стегна та груди. Ця концепція пояснюється «універсальним» наголосом. 

### Вісім законів художнього досвіду Рамачандрана
Вілаянур С. Рамачандран та його колеги-дослідники, включаючи Вільяма Гірштейна, розробили дуже спекулятивну теорію людського художнього досвіду та нервових механізмів, які його опосередковують. Ці «закони» поєднуються, щоб розвинути базові концепції високого порядку людського естетичного досвіду. Незважаючи на те, що вони не всеосяжні, оскільки, безсумнівно, існує багато інших принципів художнього досвіду, теоретики стверджують, що вони забезпечують основу для розуміння аспектів візуального мистецтва, стилю та дизайну. Незважаючи на те, що кількісне тестування цих принципів може надати майбутні докази для конкретних ділянок мозку, відповідальних за один вид естетичної привабливості, ця теорія стикається з суттєвими філософськими та історичними запереченнями.

#### Принцип пікового зсуву
Це психологічне явище зазвичай відоме своїм застосуванням у навчанні розрізнення тварин. Під час ефекту пікового зсуву тварини іноді сильніше реагують на перебільшені версії тренувальних стимулів. Наприклад, щура навчили відрізняти квадрат від прямокутника, отримуючи винагороду за розпізнавання прямокутника. Щур буде частіше реагувати на об’єкт, за який його винагороджують, аж до того, що щур буде реагувати на довший і вузький прямокутник з вищою частотою, ніж оригінал, якому його навчили. Це називається наднормальним подразником . Той факт, що щур більше реагує на «супер» прямокутник, означає, що він вивчає правило.
Цей ефект можна застосувати до розпізнавання образів і естетичних переваг людини. Деякі художники намагаються вловити саму суть чогось, щоб викликати пряму емоційну реакцію. Іншими словами, вони намагаються зробити «супер» прямокутник, щоб викликати у глядача посилену реакцію. Щоб передати суть чогось, митець підсилює відмінності цього об’єкта або те, що робить його унікальним, щоб підкреслити основні риси та зменшити зайву інформацію. Цей процес імітує роботу зорових областей мозку та потужніше активує ті самі нейронні механізми, які спочатку були активовані оригінальним об’єктом.
Деякі художники навмисно перебільшують такі творчі компоненти, як затінення, відблиски та освітлення, до такого рівня, якого ніколи не було б у реальному зображенні, щоб створити карикатуру. Ці артисти можуть несвідомо виробляти підвищену активність у певних областях мозку у спосіб, який не є очевидним для свідомості. Значна частина досвіду мистецтва не рефлексується аудиторією свідомо, тому незрозуміло, чи має теза про зсув піку якусь особливу пояснювальну силу для розуміння створення та сприйняття мистецтва.

#### Ізоляція
Виділення однієї візуальної підказки допомагає організму зосередити увагу на виході одного модуля, таким чином дозволяючи йому більш ефективно насолоджуватися піковим зсувом уздовж розмірів, представлених у цьому модулі. Іншими словами, необхідно виділити бажану візуальну форму до того, як цей аспект посилиться. Ось чому контурний малюнок або ескіз іноді більш ефективний як мистецтво, ніж оригінальна кольорова фотографія. Наприклад, художник-мультиплікатор може перебільшити певні риси обличчя , які є унікальними для персонажа, і видалити інші форми, які він поділяє, наприклад відтінки шкіри. Така ефективність запобігає погіршенню зображення неунікальними функціями. Ось чому можна передбачити, що ескізний малюнок буде естетичнішим, ніж кольорова фотографія.
Увага глядача привертається до цієї єдиної області, що дозволяє зосередити увагу на цьому джерелі інформації. Удосконалення, внесені художником, були більш ретельно відмічені, що призвело до посилення активації та посилення лімбічної системи .

#### Групування
Перцептивне групування для окреслення фігури на тлі може бути приємним. Джерело задоволення могло виникнути через еволюційну необхідність дати організмам стимул виявляти об’єкти, наприклад хижаків, із шумного середовища. Наприклад, під час перегляду чорнильних плям візуальна система сегментує сцену, щоб усунути камуфляж і зв’язати підмножину плям разом. Це може бути досягнуто найефективніше, якщо лімбічне посилення повертається до раннього бачення на кожному етапі візуальної обробки, що веде до виявлення об’єкта. Ключова ідея полягає в тому, що через обмежені ресурси уваги постійний зворотний зв’язок полегшує обробку функцій на ранніх стадіях завдяки відкриттю підказки, яка викликає лімбічну активацію, щоб привернути увагу до важливих функцій.  Хоча це підкріплення не є спонтанним, воно є джерелом приємних відчуттів. Відкриття самого об’єкта призводить до приємного «ага» одкровення, яке змушує організм триматися за зображення.
Художник може використати це явище, щоб дражнити систему. Це дозволяє передати тимчасове зв’язування за допомогою сигналу лімбічній системі для посилення, яке є джерелом естетичного досвіду.

#### Контраст
Вилучення контрасту передбачає усунення зайвої інформації та концентрацію уваги. Клітини сітківки , латерального колінчастого тіла або ретрансляційної станції в мозку та зорової кори головного мозку реагують переважно на ступінчасті зміни яскравості, а не на однорідні кольори поверхні. Зоровій системі набагато важче виявити плавні градієнти, ніж сегментовані поділки відтінків, що призводить до легко помітних країв. Контрасти завдяки формуванню країв можуть бути приємними для ока. Важливість різноманітних реакцій зорового нейрона на орієнтацію та наявність країв раніше була доведена Девідом Х. Хьюбелом і Торстеном Візелем.  Це може мати еволюційне значення, оскільки регіони контрасту багаті інформацією, що вимагає підкріплення та розподілу уваги. На відміну від принципу групування, контрастні ознаки, як правило, розташовані поблизу, що усуває необхідність пов’язувати віддалені, але схожі ознаки.

#### Перцептивне вирішення проблем
З виявленням контрасту та групування пов’язана концепція, що відкриття об’єкта після боротьби є більш приємним, ніж об’єкт, який стає миттєво очевидним. Механізм забезпечує посилення боротьби, щоб глядач продовжував дивитися до відкриття. З точки зору виживання, це може бути важливим для продовження пошуку хижаків. З тієї ж причини Рамачандран припускає, що модель, чиї стегна і груди ось-ось будуть оголені, є більш провокативною, ніж та, яка вже повністю оголена. Значення, яке мається на увазі, є більш привабливим, ніж те, що є явним.

#### Загальна точка зору
Візуальна система не любить інтерпретацій, які спираються на унікальну точку зору. Скоріше він приймає візуальну інтерпретацію, для якої існує нескінченний набір точок зору, які можуть створити клас зображень сітківки. Наприклад, у альбомному зображенні він інтерпретуватиме об’єкт на передньому плані як такий, що закриває об’єкт на задньому плані, замість того, щоб припускати, що на фоновій фігурі бракує деталі.
Теоретично, якщо художник намагається порадувати око, він повинен уникати таких збігів. Однак у деяких застосуваннях порушення цього принципу також може дати приємний ефект.

#### Візуальні метафори
Рамачандран визначає метафору як ментальний тунель між двома поняттями, які на перший погляд виглядають дуже несхожими, але натомість мають більш глибокий зв’язок. Подібно до результатів перцептивного вирішення проблем, розуміння аналогії є винагородою. Це дозволяє глядачеві висвітлити ключові аспекти, спільні для двох об’єктів. Хоча неясно, чи причина цього механізму полягає в ефективній комунікації чи чисто когнітивній, виявлення подібності між зовні несхожими подіями призводить до активації лімбічної системи мозку для створення процесу винагороди.
Підтримка цієї точки зору підтверджується симптомами марення Капграса, коли хворі відчувають погіршення розпізнавання обличчя через порушення зв’язків між нижньоскроневою корою головного мозку та мигдалиною, яка відповідає за емоції. Результатом цього є те, що людина більше не відчуває теплого нечіткого відчуття, коли їй знайоме обличчя. «Сяйво» людини втрачається через те, що припускається через відсутність лімбічної активації.

#### Симетрія
Естетичну привабливість симетрії легко зрозуміти. Біологічно це важливо під час виявлення хижака, місцезнаходження здобичі та вибору партнера, оскільки все це, як правило, демонструє симетрію в природі. Він доповнює інші принципи, пов’язані з виявленням об’єктів, багатих на інформацію. Крім того, еволюційні біологи припускають, що схильність до симетрії пояснюється тим, що біологічно асиметрія пов’язана з інфекцією та хворобами, що може призвести до поганого вибору партнера. Однак відхилення від симетрії у візуальному мистецтві також широко вважаються прекрасними, що свідчить про те, що, хоча симетрія може пояснити судження про те, що обличчя конкретної людини красиве, вона не може пояснити судження про те, що твір мистецтва прекрасний.
Мистецтво — стало способом, за допомогою якого люди на сучасному етапі їх культурної еволюції мають змогу комунікувати із зовнішнім світом. Коли матеріальний світ більше не розглядається виключно як область для споживання та утилітарного задоволення біологічних потреб. З погляду митця матеріальний світ став символічним, публічним прозріннями, здатними зробити видимим щось відсутнє, те, що, очевидно, присутнє лише в свідомості художника та глядача. 
Деякі дослідники вважають, що мистецтво сильніше за науку, так як здатне показати хто ми є, так як мистецтво є найбільш фундаментальним вираженням людської природи.

### Нейроархітектура
Доведено, що архітектура, яка нас оточує, здатна впливати на наші емоції. Дослідження, проведене Трухільо та його колегами, виміряло рівень стресу учасників у 20 різних кімнатах очікування, показало, що архітектура кімнати очікування може вплинути на реакцію людини на стрес, щоб вона була нижчою або вищою. Подібні дослідження можуть служити аргументом, що естетичні композиції, такі як архітектура, мають прямий зв’язок із нашою нейрофізіологією. Докази цього були продемонстровані під час тестування різних механізмів у відповідь на різні середовища. Джоель Мартінес-Сото та його колеги показали, що вплив відновлюючих середовищ, таких як структури з природним компонентом, призводив до активації середньої лобової звивини, середньої та нижньої скроневої звивини, острівця, нижньої тім’яної частки та клинової оболонки, пов’язуючи ці реакції з посиленням релаксації.  Крім того, дослідження, що вимірювало реакцію на стрес, показало, що кімната очікування з вікном, у порівнянні з кімнатою без вікна викликала меншу реакцію на стрес, виміряну фізіологічними реакціями цього стресового стану, які складалися з підвищених і тривалих стрибків кортизолу в слині. Невідомо, які саме компоненти архітектури створюють більшу спокійну або стресову реакцію в учасників, або за допомогою яких механізмів вони можуть взаємодіяти з нервовою системою, щоб викликати спокій або стресову реакцію, однак це дослідження служить для того, щоб показати, як аспекти, які ми вже широко приймаємо як відновлюючі та заспокійливі, такі як вікна, природне світло чи рослинність, можуть впливати на нас на нейрофізіологічному рівні. Дослідження того, як це змінюється в різних індивідів разом із особистим стилем, є напрямом майбутніх досліджень у цій галузі.